# Mastixis aspisalis
Mastixis aspisalis är en fjärilsart som beskrevs av Walker 1859. Mastixis aspisalis ingår i släktet Mastixis och familjen nattflyn. Inga underarter finns listade i Catalogue of Life.